# Gurgen od Iberije
Gurgen, gruz. გურგენი. Gurgen Magister, član dinastije Bagrationi, bio je kralj Iberije/Kartlije, s titulom "Kralj kraljeva" Gruzije, a vladao je od 994. godine, do svoje smrti, 1008. godine. Naslov magistera mu je dao bizantski car Bazilije II.
Predstavnik kartlijske linije gruzijskih Bagrationa od Tao-Klardžetije, Gurgen, bio je sin Bagrata II., koji je vladao kao kralj Gruzijaca od 958. do 994. godine. Gurgen je bio u braku s Gurendukht, kćerkom abhaškog kralja Đure II od Abhazije. Oko 960. godine, dobili su sina i dali mu ime Bagrat. Bagrata je kasnije posvojio kraljev rođak i moćni princ David III. od Taoa, koji ga je 975., dok je još bio tinejdžer, postavio za vladara Kartlije pod Gurgenovim namjesništvom. Tri godine poslije, Bagrat je okrunjen za kralja Abhazije, a Gurgen je ostao njegov suvladar u kartlijskim zemljama i pomagao sinu u beskompromisnim borbama protiv aristokratske oporbe.
Godine 989. Bagrat planira nanijeti završni udarac moćnom plemiću Ratiju od Kldekarija, koji je imao veliki feudalni posjed u Trialetiji. Gurgen je sa svojom vojskom čekao sina na granici Šavšata, što je David od Taoa krivo protumačio kao zasjedu namijenjenu njemu, te je u iznenadnom napadu napao Gurgenovu vojsku prisilivši ga da pobjegne u tvrđavu Tsep'ti. U ovom kratkom sukobu, Gurgenov otac Bagrat je stao na Davidovu stranu, ali su se kasnije ipak pomirili. Potom je uslijedio Davidov neuspješan ustanak protiv Bizanta, što je posljedično dovelo do novog dogovora s Bazilijem II., kojim svog usvojenog sina Bagrata imenuje nasljednikom njegovog obimnog kraljevstva.
Godine 994. Bagrat je umro, a naslijedio ga je Gurgen, okrunivši se za kralja kraljeva Gruzijaca. To je kraljevstvo sačinjavalo Gornji Tao, Šavšat, Meshetiju, Džavaketiju, Adžariju i neke manje zemlje povijesnog Tao-Klardžetija. Nakon Davidove smrti 1000. godine, Bizant je izvršio aneksiju Davidova kraljevstva.
godine 1008. Gurgen je umro, a naslijedio ga je sin Bagrat III. Gruzijski, prvi kralj koji je vladao ujedinjenim gruzijskim kraljevstvom.